# Nullauftriebsmoment
Das Nullauftriebsmoment {\displaystyle \!\,C_{m0}} ist das Drehmoment am Neutralpunkt  eines Flügelprofils ohne Auftrieb oder Abtrieb. Es ist abhängig von der aerodynamisch wirksamen Wölbung (Wölbung und Hohlwölbung) und deren Position auf der Profilsehne. Am Neutralpunkt dreht die Luftkraft immer so, dass die Flügelnase gedrückt und die Flügelhinterkante gehoben wird. Diese Drehrichtung hat immer einen negativen Wert. Nicht gewölbte (symmetrische) oder gewisse S-Schlagprofile haben kein Nullauftriebsmoment. Je größer  die Wölbungs- und Hohlwölbungsrücklage, desto höher das Nullauftriebsmoment.
Das Nullauftriebsmoment bestimmt auch die Druckpunktwanderung und den entsprechenden Stabilisierungsaufwand bei Flugzeugen.